# Liste der Baudenkmäler in Stadtwald (Essen)
Die Liste der Baudenkmäler in Stadtwald (Essen) enthält die denkmalgeschützten Bauwerke auf dem Gebiet von Essen-Stadtwald, Stadtbezirk II, in Nordrhein-Westfalen (Stand: Januar 2016). Diese Baudenkmäler sind in der Denkmalliste der Stadt Essen eingetragen; Grundlage für die Aufnahme ist das Denkmalschutzgesetz Nordrhein-Westfalen (DSchG NRW).

| Bild                                      | Bezeichnung                               | Lage | Beschreibung | Bauzeit         | Eingetragen seit   | Denkmal- nummer |
| ----------------------------------------- | ----------------------------------------- | --- | --- | --------------- | ------------------ | --------------- |
| Wohnhaus                                  | Wohnhaus                                  | Am Dönhof 34 Karte | | 1912            | 1. Oktober 1998    | 898             |
| Fachwerkhaus                              | Fachwerkhaus                              | Am Glockenberg 40 Karte | Tafel am Haus: Altes Brauhaus heute Pfarrheim! Ehemaliges Brauhaus des Kanonissenstiftes Rellinghausen, erbaut im 17. Jh. Nach Aufhebung des Stiftes 1803 als Wohnhaus genutzt. In den Jahren 1979/80 grundlegend im alten Stil restauriert, entsprechend der noch erhaltenen Gebäudegruppe der Stiftsfreiheit, Dient seit 1980 als Pfarrhaus der St. Lambertus Gemeinde. | 17. Jahrhundert | 14. November 1991  | 700             |
| Wohnhaus                                  | Wohnhaus                                  | Frankenstraße 138 Karte | | 1789            | 14. November 1991  | 701             |
| Wohn- und Geschäftshaus                   | Wohn- und Geschäftshaus                   | Frankenstraße 183 Karte | | 1896            | 7. März 2002       | 922             |
| Fachwerkhaus                              | Fachwerkhaus                              | Kuckucksrain 37 Karte | | um 1800         | 13. September 1990 | 619             |
| Dore Jacobs-Schule                        | Dore Jacobs-Schule                        | Leveringstraße 30 Karte | In den Jahren 1926/27 als Ausbildungsstätte in einem Holzfertigbau mit großem Saaltrakt für Körperbildung und rhythmische Erziehung durch Dore Jacobs errichtet. Das Gebäude war als sogenanntes Bundeshaus Treffpunkt, Tagungsstätte und Lebensraum für die Mitglieder der Bund-Gemeinschaft für sozialistisches Leben, heute Volkshochschulkreis Bund e. V. Während der Zeit des Nationalsozialismus wurde die Schule geschlossen, da Dore Jacobs Jüdin war und der Ausbildungcharakter nicht den Vorstellungen der Nazis entsprach. Während des Zweiten Weltkriegs diente das Haus zeitweise als Notkirche. Im September 1943 wurde die Jüdin Marianne Strauß-Ellenbogen im Bundeshaus versteckt und von Sonja Schreiber, einem Bundmitglied, die das Haus bewohnte, geschützt. | 1926–1927       | 14. April 2005     | 939             |
| Ev. Kirche mit Pergola und Treppenaufgang | Ev. Kirche mit Pergola und Treppenaufgang | Oberstraße 65 Karte | Architekt: Hans Hörner | 1934            | 2. Oktober 1997    | 893             |
| Siedlung Altenhof II                      | Siedlung Altenhof II                      | zugehörige Straßen - Ascherfeldweg - Breidbachweg - Büttnerstraße - Buschfeldweg - Eichenstraße - Eichhoffweg - Gantesweiler - Hans-Niemeyer-Straße - Jüngstallee - Max-Dreger-Weg - Otto-Schnabel-Weg - Strouxpfad - Verreshöhe - Von-Bodenhausen-Weg - Von-Oerdingen-Weg - Wehnertweg Karte | Die Siedlung Altenhof II war die Fortführung des Grundgedankens von Friedrich Alfred Krupp und damit dem Altenhof I. Altenhof II entstand in drei Bauabschnitten hauptsächlich 1907 bis 1914, 1929 und 1937. | 1907–1937       | 14. November 1991  | 674             |
| Schillerbrunnen                           | Schillerbrunnen                           | Wittenbergstraße Karte | Zum Gedenken an den 100. Todestag Friedrich Schillers 1908 erschaffen. Der Brunnen ist ein Werk des Münchner Bildhauers Fritz Behn (1878–1970) und wurde vom Essener Theaterdirektor Hans Gelling der Stadt geschenkt. | 1905            | 14. November 1991  | 702             |
| Gebrandenhof                              | Gebrandenhof                              | Wittenbergstraße 85 Karte | | 1798            | 10. Juli 1986      | 118             |
| Reithalle                                 | Reithalle                                 | Wittenbergstraße 107/109 Karte | Nach Plänen der Architekten Alfred Fischer und Richard Speidel im Bauhausstil errichtet | 1929            | 5. März 1990       | 553             |